# Doggersbank
Das Fauna-Flora-Habitat-Gebiet Doggersbank liegt in der Nordsee in der ausschließlichen Wirtschaftszone der Niederlande. Das 4.735 km² große Schutzgebiet gehört zum europäischen Schutzgebietsnetz Natura 2000. Es umfasst den niederländischen Teil der Doggerbank, einer Sandbank in der Nordsee. Sie weist eine hohe Diversität des Makrozoobenthos auf und ist insbesondere für Meeressäuger ein wichtiges Habitat.
Das Gebiet ist das größte der niederländischen FFH-Gebiete. Es wurde 2008 vorgeschlagen, 2009 als Gebiet gemeinschaftlicher Bedeutung bestätigt und 2016 als Besonderes Erhaltungsgebiet ausgewiesen. Es grenzt direkt an das deutsche FFH-Gebiet DE1003301 Doggerbank an, welches den deutschen Teil der Sandbank umfasst.

## Schutzzweck
Folgende Lebensraumtypen nach Anhang I der FFH-Richtlinie sind für das Gebiet gemeldet:
| EU Code | * | Lebensraumtyp (offizielle Bezeichnung)                                                     | Fläche [ha] |
| ------- | - | ------------------------------------------------------------------------------------------ | ----------- |
| 1110    |   | Sandbänke mit nur schwacher ständiger Überspülung durch Meerwasser (sublitorale Sandbänke) | 394.613     |

### Arteninventar
Folgende Arten von gemeinschaftlichem Interesse sind für das Gebiet gemeldet:
| Bild       | EU Code | * | Art                      | wissenschaftlicher Name | Artengruppe |
| ---------- | ------- | - | ------------------------ | ----------------------- | ----------- |
| Kegelrobbe | 1364    |   | Kegelrobbe               | Halichoerus grypus      | Säugetiere  |
| Seehund    | 1365    |   | Seehund                  | Phoca vitulina          | Säugetiere  |
|            | 1351    |   | Gewöhnlicher Schweinswal | Phocoena phocoena       | Säugetiere  |